# Schilderswijk (Baarn)
De Schilderswijk te Baarn is een wijk gelegen tussen de Eemnesserweg en de Kerkstraat.
In de wijk zijn theater De Speeldoos en het Johannes Vermeerplantsoen gelegen. Ook staat er de Heilige Nicolaaskerk.

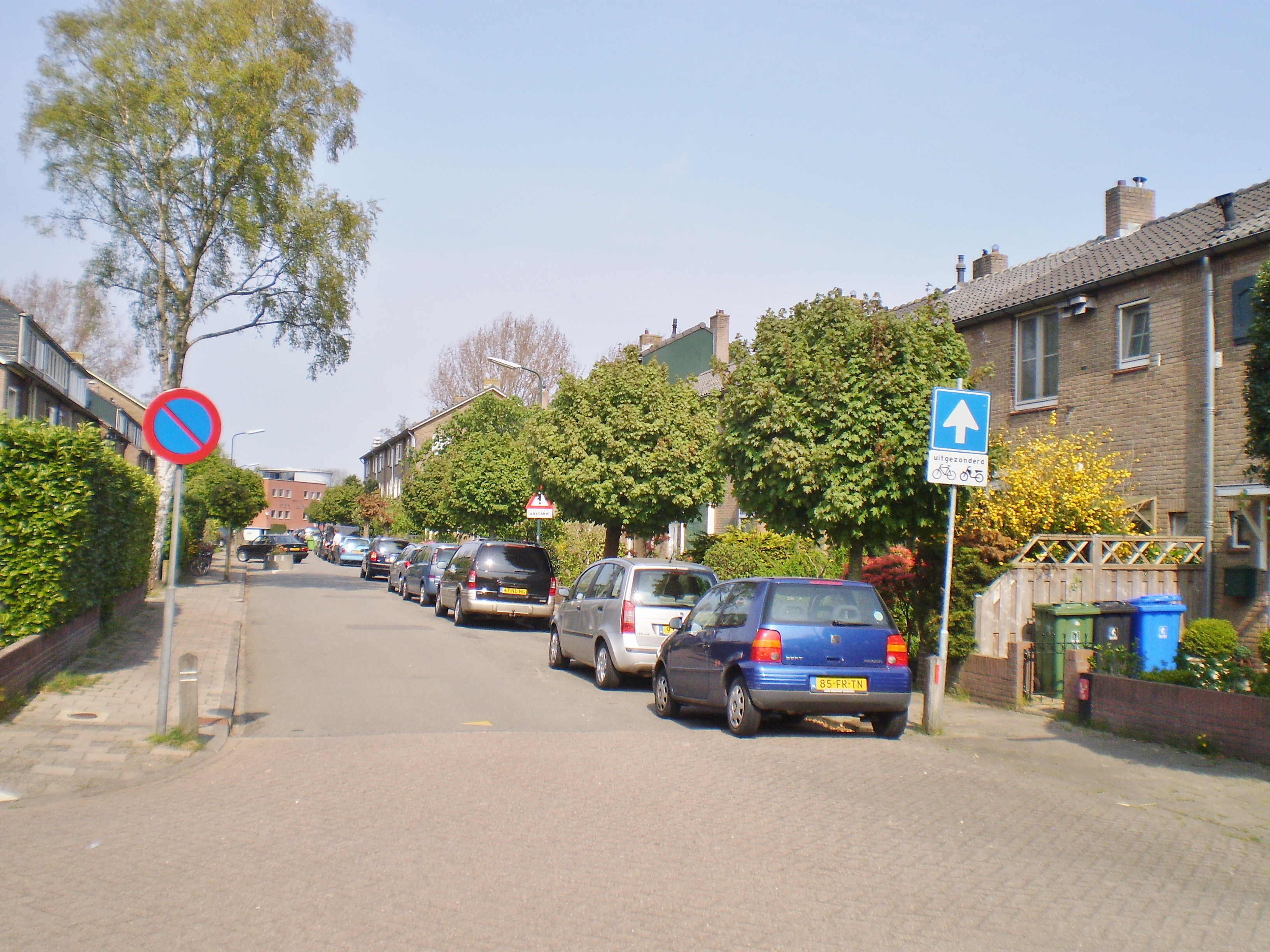
Frans Halslaan
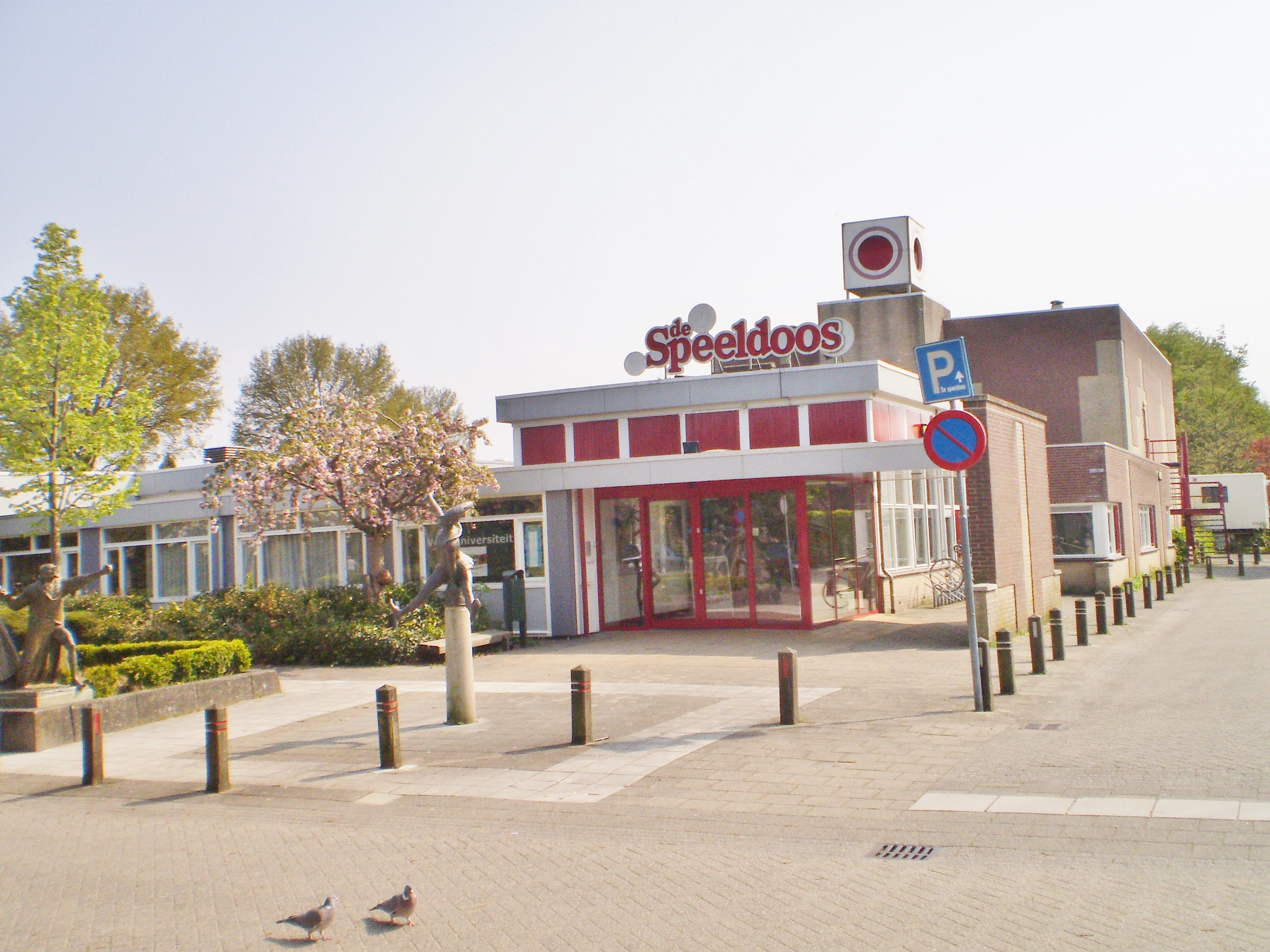
De Speeldoos

Amaliapark ·
Centrum ·
Componistenwijk ·
Eemdal ·
Noordschil ·
Oosterhei ·
Pekingtuin ·
Prins Hendrikpark ·
Professorenwijk ·
Rode Dorp ·
Schilderswijk ·
Schoonoordpark ·
Staatsliedenwijk ·
Transvaalwijk ·
Tuindorp ·
Wilhelminapark ·
Zandvoort ·
Zeeheldenwijk